# 拜尤喬治 (佛羅里達州)
拜尤喬治（英語：Bayou George）是位於美國佛羅里達州貝縣的一個非建制地區。該地的面積和人口皆未知。

## 地理
拜尤喬治的座標為30°15′46″N 85°32′24″W / 30.26278°N 85.54000°W，而該地的平均海拔高度為8米（即26英尺）。